# 拟共形映射
擬共形映射又稱擬保角映射，原本是複分析中的一套技術手段，現已發展為一套獨立學科。其定義如下。
固定實數 {\displaystyle K>0}。
設 {\displaystyle D,D'} 為平面上的開子集，連續可微函數 {\displaystyle f:D\to D'} 保持定向。若在每一點上其導數 {\displaystyle f'} 將圓映至離心率小於等於 {\displaystyle K} 之橢圓，則稱 {\displaystyle f} 為 {\displaystyle K}-擬共形映射。由此可見共形映射是 {\displaystyle 1}-擬共形映射。
若存在 {\displaystyle K} 使 {\displaystyle f} 為擬共形映射，則稱 {\displaystyle f} 為擬共形映射。
擬共形映射的定義也可以延伸至較高維度或非連續可微的情形。

## 文獻
- Heinonen, Juha; What Is ... a QuasiconformalMapping? （页面存档备份，存于）, Notices of the American Mathematical Society; vol. 53, no. 11 (December 2006)
- Lehto, O.; Virtanen, K. I.,  2nd, Berlin, New York: Springer-Verlag, 1973
- Ahlfors, Lars V., , van Nostrand, 1966